# 田中一穂
田中 一穂（たなか かずほ、1955年〈昭和30年〉10月8日 - ）は、日本の財務官僚。日本政策金融公庫代表取締役総裁。森友学園をめぐる問題で、大阪府豊中市の国有地の売却交渉が行われたときの財務事務次官を務めた。

## 来歴
東京都出身。父は東京消防庁に勤務していた消防士。東京学芸大学附属小金井中学校、東京学芸大学附属高等学校を経て、1974年4月 東京大学文科一類に入学。大学時代は剣道部に所属。剣道に打ち込むあまり留年し、1979年、東京大学法学部第2類（公法コース）卒業。同年、大蔵省入省（主計局総務課企画係配属）。1984年7月、高山税務署長。
1990年7月、主計局総務課長補佐（歳入・国債係担当）。1993年7月、主計局主計官補佐（厚生第一、第二係主査）。
2000年7月、主計局主計官（厚生・労働担当）。2001年1月6日、財務省主計局主計官（厚生労働担当）。2002年8月、理財局財政投融資総括課長に就任。政策金融のあり方などを担う。2003年7月11日、大臣官房秘書課長。
2006年9月26日、第1次安倍内閣の内閣総理大臣秘書官に就任。その後は大臣官房参事官（大臣官房担当）、大臣官房審議官（主税局担当）、国税庁次長
、国税庁次長兼税務大学校長、国税庁次長、理財局長などを歴任。
2012年8月17日、主税局長に就任。同年12月、第2次安倍内閣が発足。安倍晋三首相の信頼が厚く、主税局長時代、法人税実効税率引き下げなどの財政政策に尽力した。
2014年7月4日、主計局長に就任。主税局と主計局の両局長を歴任したのは戦後初であった。

### 森友学園問題
2015年7月7日、財務事務次官に就任。
2016年6月14日、財務省は、豊中市の国有地に関する「普通財産売払決議書」を決裁。同年6月17日、田中は同省を退官。同年6月20日、同省近畿財務局は、学校法人森友学園との間で豊中市の国有地についての売買契約を締結した。売却金額は非公開とされた。
同年10月1日、東京海上日動火災保険株式会社顧問に就任。
2017年2月9日、朝日新聞が、払い下げの国有地に新設予定の安倍晋三記念小学校の名誉校長が安倍昭恵であること、森友学園側に契約違反があった場合、国が「1億3400万円」で買い戻す特約がついていたこと、森友学園の籠池泰典理事長が売却額が買い戻し特約と同額と認めたこと、売却額は同じ規模の近隣国有地の10分の1であること、籠池が日本会議大阪の役員を務めていることなどを報じた。
同年2月17日、安倍晋三首相は衆議院予算委員会で野党から追及を受けると「私や妻が関係していたということになれば、まさに私は、それはもう間違いなく総理大臣も国会議員もやめるということははっきりと申し上げておきたい」と答弁した。同年2月26日、財務省は、国有地売却の決裁文書から安倍昭恵、鴻池祥肇の秘書、平沼赳夫の秘書、北川イッセイの副大臣秘書官らに関する記述を「できる限り早急に」削除するよう、近畿財務局の職員7人にメールで指示。近畿財務局は同日から文書の改竄を開始した。安倍首相と籠池の関係を指し示す記述も改竄が行われ、「籠池康博氏は、『日本会議大阪代表・運営委員』を始めとする諸団体に関与」「日本会議と連携する組織として、超党派による『日本会議国会議員懇談会』が平成9年5月に設立され、現在、会長に平沼赳夫議員、副会長に安倍晋三総理らが就任」などの文言が削除された。
同年5月15日、市民団体「健全な法治国家のために声をあげる市民の会」（代表：八木啓代）は、財務省が森友学園との交渉記録を廃棄したとして、田中、武内良樹、迫田英典、佐川宣寿、中尾睦、田村嘉啓、池田靖ら7人に対する公用文書等毀棄容疑での告発状を東京地方検察庁に提出した。同年9月15日、東京地検は告発のあった被疑事件を大阪地方検察庁特別捜査部に移送した。
同年12月22日、日本政策金融公庫総裁に就任する人事が、閣議了解される。12月25日、臨時株主総会後の取締役会で就任。
2018年3月2日、朝日新聞が一面トップで、国有地取引をめぐる決裁文書が書き換えられている疑いを初めて報じた。同日夜、安倍首相は田中、北村滋内閣情報官、林肇駐ベルギー大使らと有楽町のフランス料理店で3時間にわたって会食した。同年3月7日、近畿財務局の元上席財産管理官の赤木俊夫が自殺。同年5月31日、大阪地方検察庁特別捜査部は、田中ら財務省幹部38人全員を不起訴処分とした。同年6月13日、市民団体「健全な法治国家のために声をあげる市民の会」は不起訴処分を不服として、田中ら被疑者24人について大阪検察審査会に申立てをした。

## 職歴
| 年   | 月 | 事柄                                                                       |
| ---- | -- | -------------------------------------------------------------------------- |
| 1979 | 4  | 大蔵省入省。                                                               |
| 1983 | 7  | 厚生省大臣官房老人保健福祉部計画課主査。                                   |
| 1984 | 7  | 高山税務署長。                                                             |
| 1985 | 7  | 大臣官房文書課長補佐（審査・管理担当）兼大臣官房秘書課長補佐（調査担当）。 |
| 1987 | 7  | 主税局税制第二課長補佐（消費税担当）。                                     |
| 1990 | 7  | 主計局総務課長補佐（歳入・国債係担当）。                                   |
| 1991 | 6  | 主計局主計官補佐（厚生第三係主査）。                                       |
| 1993 | 7  | 主計局主計官補佐（厚生第一、第二係主査）。                                 |
| 1994 | 7  | 大臣官房秘書課長補佐（総括）。                                             |
| 1995 | 6  | 大臣官房企画官兼大臣官房秘書課。                                           |
| 1996 | 8  | 大臣官房付（コロンビア大学研究員）。                                       |
| 1998 | 2  | 財政金融研究所研究部長。                                                   |
| 1998 | 7  | 主税局調査課長。                                                           |
| 1999 | 7  | 主税局税制第三課長。                                                       |
| 2000 | 7  | 主計局主計官（厚生・労働担当）。                                           |
| 2001 | 1  | 財務省主計局主計官（厚生労働担当）。                                       |
| 2002 | 8  | 理財局財政投融資総括課長。                                                 |
| 2003 | 7  | 大臣官房秘書課長。                                                         |
| 2006 | 7  | 大臣官房参事官（大臣官房担当）。                                           |
| 2006 | 9  | 安倍晋三内閣総理大臣秘書官。                                               |
| 2007 | 9  | 大臣官房参事官（大臣官房担当）。                                           |
| 2008 | 7  | 大臣官房審議官（主税局担当）。                                             |
| 2010 | 7  | 国税庁次長。                                                               |
| 2011 | 6  | 国税庁次長兼税務大学校長。                                                 |
| 2011 | 7  | 国税庁次長。                                                               |
| 2011 | 8  | 理財局長。                                                                 |
| 2012 | 8  | 主税局長。                                                                 |
| 2014 | 7  | 主計局長。                                                                 |
| 2015 | 7  | 財務事務次官。                                                             |
| 2016 | 6  | 退官。財務省顧問。                                                         |
| 2016 | 10 | 東京海上日動火災保険株式会社顧問。                                         |
| 2017 | 12 | 日本政策金融公庫総裁。                                                     |